# Heteragrion pemon
Heteragrion pemon är en trollsländeart som beskrevs av De Marmels 1987. Heteragrion pemon ingår i släktet Heteragrion och familjen Megapodagrionidae. Inga underarter finns listade i Catalogue of Life.